# Société de Linguistique de Paris
La Société de Linguistique de Paris  (establecida en 1864) es una asociación francesa dedicada al estudio de la lingüística.
Publica sus actas en el Bulletin de la Société de Linguistique (BSL), editada siete veces al año.
La Société fue el modelo para la creación, en 1943, del Linguistic Circle of New York, el cual se convertiría a la actual International Linguistic Association en 1969.